# Вернье, Пьер
Пьер Вернье́ (фр. Pierre Vernier), также Верне́риус (лат. Petrus Vernerius; 19 августа 1580 года, Орнан — 14 сентября 1637 года, там же) — бургундский математик и изобретатель из Франш-Конте. Изобретатель измерительного устройства (1631), носящего его имя «вернье́р», но называемого также нониусом.

## Биография
Ошибочно считается французом; однако он родился в Бургундском вольном графстве (с фр. — «Франш-Конте Бургундия»), присоединённом к Франции по Нимвегенскому мирному договору в 1678 году, то есть через 98 лет после его рождения или 41 год после его смерти.
Учился наукам у отца. Был интендантом замка в Орнане, — на службе у испанского короля; впоследствии директором монетного двора Бургундии.

## Труды
- Усовершенствование, или скорее изобретение астрономического инструмента верньера объяснил в сочинении «La Construction, l’usage et les propriétés du quadrant nouveau de mathématique» (Брюссель, 1631).
- Ему приписывалась рукопись «Traités de l’artillérie», которая не сохранилась.